# Finlay (fiume)
Il Finlay è un fiume canadese situato nella regione Centro-Nord della provincia della Columbia Britannica.
Ha una lunghezza di 402 km e un bacino imbrifero di circa 43.000 km². Nasce dal Thutade Lake e sfocia nel lago Williston.

## Maggiori affluenti
Fiumi:
- Fox River
- Kwadacha River
- Paul River
- Akie River
- Ingenika River
- Davis River
- Mesilinka River
- Osilinka River

Torrenti:
- Pesika
- Thudaka
- Spinel